# Teoria humoralna
Patologia humoralna – protonaukowy pogląd, u podstaw którego leżało przekonanie o istnieniu czterech płynów ciała (humorów): krwi, żółci, śluzu (flegmy) i czarnej żółci, które wypełniają ciało, a ich wzajemne stosunki wpływają na zdrowie i temperament. Jeden z głównych nurtów medycyny starożytnej.

## Podstawy

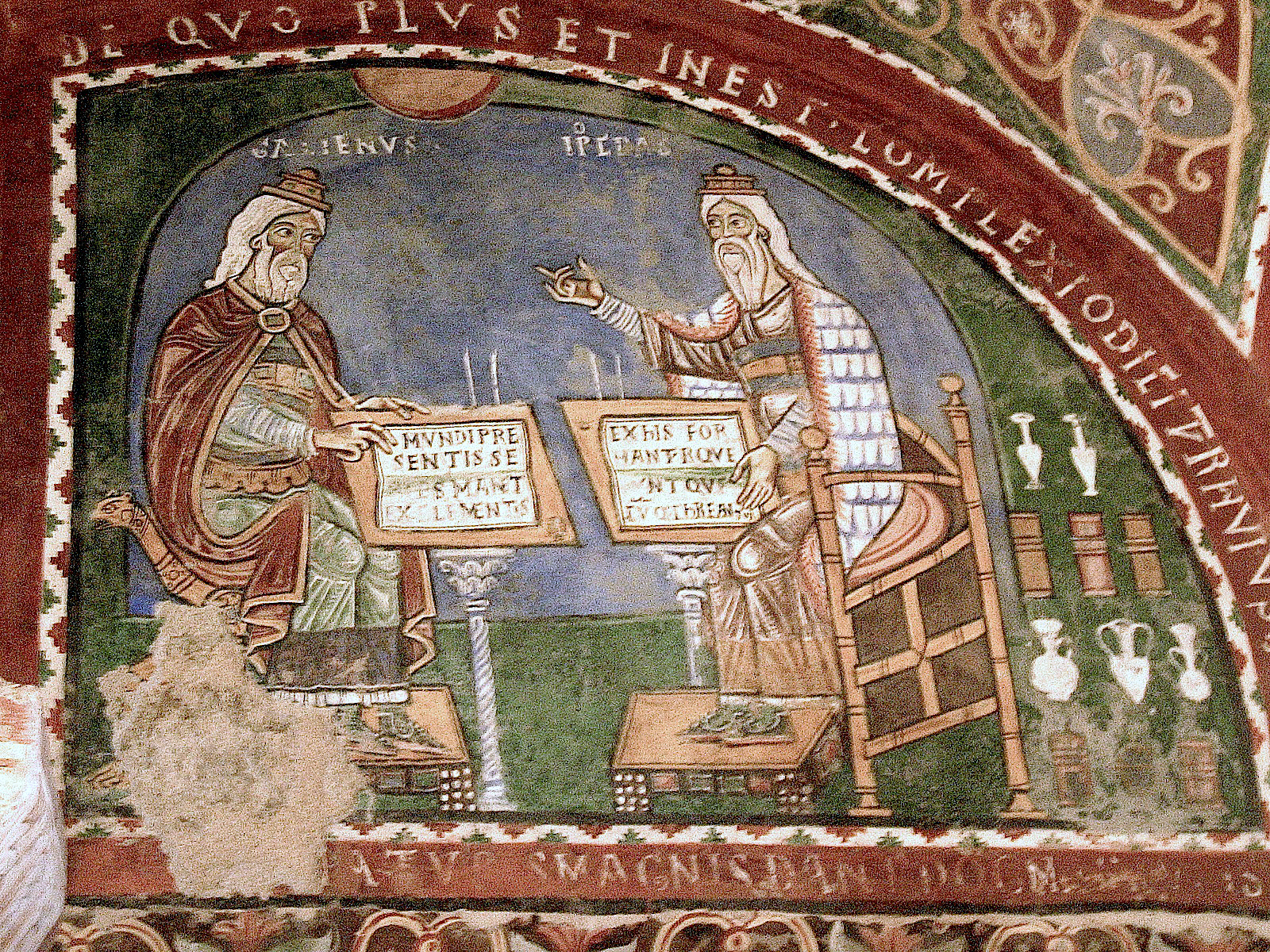
Średniowieczny fresk przedstawiający wyimaginowane spotkanie ojców patologii humoralnej – Hipokratesa i Galena

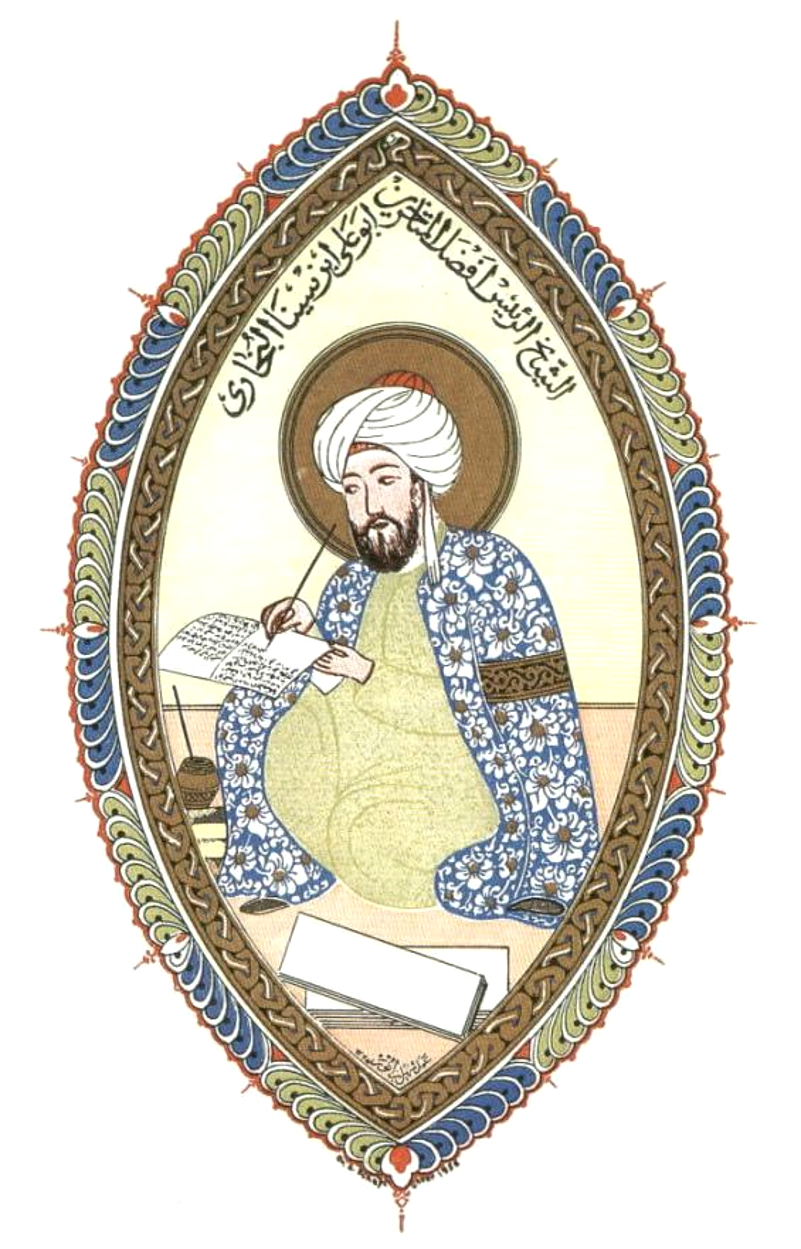
Awicenna – perski następca Galena

Teoria humoralna powstała w szkole medycznej w Knidos. Początkowo wyróżniano jedynie 2 soki ustrojowe: żółć i śluz. Wyróżniano już wtedy pojęcie eukrazji i dyskrazji. Terminy te weszły do użycia również w szkole z Kos, wiązanej z postacią Hippokratesa. Została tam rozwinięta. Liczbę płynów zwiększono do czterech.
Hipoteza o wzajemnym wpływie czterech soków była obecna u Hipokratesa, a została spisana przez jego zięcia i ucznia Polibosa w dziele O naturze człowieka (znanym pod łacińskim tytułem De natura hominis) wchodzącym w skład zbioru Corpus Hippocraticum. W ciągu kilku stuleci dodano do niej kolejne elementy, zwłaszcza związane z ogólną budową świata, reprezentowane w arystotelizmie. Patologia humoralna, odwołując się do uwarunkowań fizjologicznych, zrywała z etiologią odwołującą się do zrządzeń bogów, czyli stała w opozycji do medycyny teurgicznej. Według tej koncepcji ciało ludzkie podlegało prawom obejmującym całą przyrodę, a więc lekarz powinien znać całość natury. Wiązane było to z czwórpodziałem natury, w który wierzono również w innych dziedzinach, na przykład w cyklu pór roku i istnieniu czterech żywiołów, a także czterech (występujących w dwóch parach) podstawowych cech materii: ciepła, zimna, wilgotności i suchości. Najwcześniejsze wersje zakładały raczej dualizm. Związek między fizjologią humoralną a porami roku miał objawiać się w typie wymiotów, które zimą miały być śluzowate (zimne i wilgotne), wiosną krwiste (ciepłe i wilgotne), latem żółciowe (ciepłe i suche), a jesienią czarnożółciowe (zimne i suche). Charakterystyka ta odpowiada warunkom pogodowym klimatu śródziemnomorskiego, lecz cechy te nie znajdują odzwierciedlenia w innych strefach klimatycznych. Ukoronowaniem fizjologii i patologii humoralnej były dzieła rzymskiego lekarza Galena. Mimo że nawiązywał on do różnych szkół filozoficzno-medycznych, przede wszystkim odnowił założenia hipokrateizmu. Opisał on swoją wersję krążenia krwi, która jego zdaniem powstaje w wątrobie, a serce jest jej rezerwuarem i przekaźnikiem. Jego wkład w ukształtowanie wiedzy medycznej okazał się dominujący. Galenowska wizja medycyny pozostawała w średniowieczu najpoważniejszym nurtem medycyny arabskiej i europejskiej, a kolejni uczeni nieco ją modyfikowali, zachowując podstawy. Patologia humoralna była m.in. podstawą medycznych dzieł Awicenny. W średniowieczu nastąpiło dalsze zintegrowanie medycyny humoralnej z pozostałymi protonaukami – astrologią i alchemią. Ponieważ w dużej mierze zajmowały się one duchowością, fizjologia humoralna została główną teorią ówczesnej postaci psychologii i psychiatrii, z teorią czterech humoralnych temperamentów w centrum. Na skutek tego zbliżenia również silniej powiązano medycynę z konceptem żywiołów mikrokosmosu i makrokosmosu oraz znakami zodiaku, które w późnym średniowieczu i renesansie wiązano z częściami ciała, co miało wpływ również na szczegóły terapii humoralnej. Koncepcja humoralna zasadniczo zakładała zwalczanie choroby substancją przeciwstawną, jednak w związku z przekonaniem alchemików o istnieniu kwintesencji, piątego najważniejszego żywiołu, kamienia filozoficznego, próbowali oni również uzyskać tzw. eliksir, który miał wyrównywać proporcje płynów ciała niezależnie od aktualnego stanu, czyli być panaceum. Uniwersalną terapią miało być również czyszczenie płynów przez lewatywę. W czasach nowożytnych patologia humoralna zaczęła być podważana przez jatrochemików z Paracelsusem na czele. Z kolei inni lekarze, np. Jean Fernel, nadal ją rozwijali, przekształcając we współczesną fizjologię. Pewne jej elementy funkcjonowały więc nadal i medycyna humoralna była traktowana jako podstawa medycyny akademickiej jeszcze w XVIII w., choć już od XVII w. dominowała jatrochemia i jatromechanika, a rolę płynów ustrojowych, zwłaszcza pod wpływem Williama Harveya i Kartezjusza, zaczęto postrzegać inaczej. Pojęcia wywodzące się z teorii humoralnej w psychiatrii i psychologii akademickiej funkcjonowały do drugiej połowy XIX w., a kontynuacją typologii humoralnej temperamentów jest teoria konstytucjonalna Kretschmera.

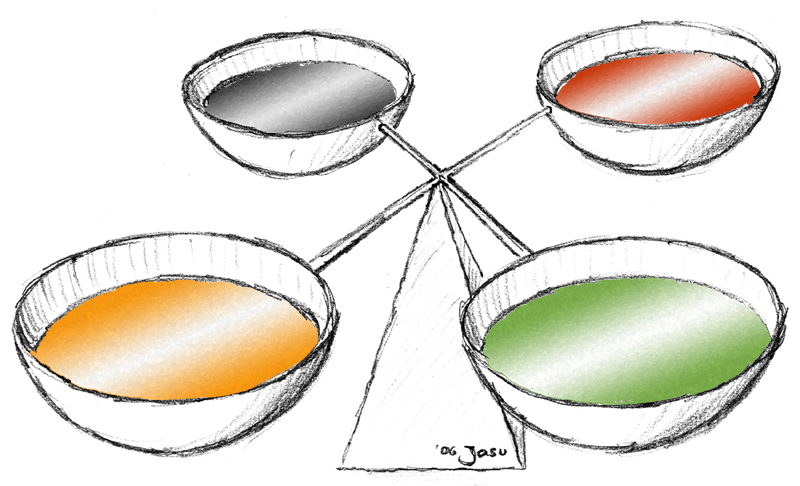
Schematyczne przedstawienie równowagi czterech humorów

| Atrybuty humorów[6]                                       | Atrybuty humorów[6]   | Atrybuty humorów[6]        | Atrybuty humorów[6]            | Atrybuty humorów[6]                           |
| Cecha                                                     | krew (łac. sanguis)   | śluz (gr. phlegma, φλέγμα) | (jasna) żółć (gr. chole, χολή) | czarna żółć (gr. melaina chole, µέλαινα χολή) |
| --------------------------------------------------------- | --------------------- | -------------------------- | ------------------------------ | --------------------------------------------- |
| jakość podstawowa Corpus Hippocraticum (z Arystotelesa)   | wilgotna              | zimny                      | ciepła                         | sucha                                         |
| jakość wtórna Corpus Hippocraticum (z Arystotelesa)       | ciepła                | wilgotny                   | sucha                          | zimna                                         |
| narząd Corpus Hippocraticum                               | serce                 | mózg                       | wątroba                        | śledziona                                     |
| żywioł Corpus Hippocraticum                               | powietrze             | woda                       | ogień                          | ziemia                                        |
| pora roku Corpus Hippocraticum                            | wiosna                | zima                       | lato                           | jesień                                        |
| pora życia Corpus Hippocraticum                           | dzieciństwo           | starość                    | młodość                        | dorosłość                                     |
| barwa Corpus Galenicum                                    | czerwień              | biel                       | żółć                           | czerń                                         |
| smak Corpus Galenicum                                     | słodki                | słony                      | gorzki                         | kwaśny                                        |
| temperament początki antyczne, rozwinięcie średniowieczne | sangwinik             | flegmatyk                  | choleryk                       | melancholik                                   |
| planeta rozwinięcie średniowieczne                        | Jowisz                | Księżyc                    | Mars                           | Saturn                                        |
| znak zodiaku rozwinięcie średniowieczne                   | bliźnięta, byk, baran | ryby, wodnik, koziorożec   | panna, lew, rak                | waga, skorpion, strzelec                      |

## Równowaga i dyskrazja

### Etiologia
Zgodnie z teorią humoralną zdrowie zapewniane było przez odpowiednie wyważenie wpływu płynów (eukrazja), podczas gdy zaburzenie równowagi (dyskrazja) prowadziło do chorób. Według szkoły z Kos z Hipokratesem na czele nie tyle istniały konkretne choroby, ile należało leczyć nierównowagę w całym ciele, podczas gdy według szkoły z Knidos (założonej przez Euryphona) nierównowaga soków miała różnoraki charakter, typowy dla poszczególnych narządów i należało wyróżniać konkretne jednostki chorobowe. Poszczególne soki miały swoje miejsce w organizmie: krew w sercu, śluz w mózgu, czarna żółć w śledzionie, a żółta żółć w wątrobie. Równowaga humorów wynikała z właściwej pracy tych narządów. W takim układzie serce było uważane za narząd, którego funkcją jest rozgrzewanie ciała (skądinąd potrzebne do trawienia, utożsamianego wówczas z gotowaniem), podczas gdy mózg – za chłodzenie. Nadmiar płynów był wydalany w postaci wydzielin (sekrecji), a u zwierząt do tego niezdolnych, zamieniany był w łuski lub pióra. Uważano również, że u poszczególnych ludzi proporcje nie muszą być idealnie wyważone, lecz niektóre humory z natury przeważają. Tę część teorii również rozwinął Galen. Według niego temperament to trwała cecha konstytucyjna człowieka wynikająca z ustalonej proporcji mieszaniny płynów, która może przybrać jeden z czterech typów, w zależności od przewagi jednego płynu nad innymi: sangwiniczny – przewaga krwi, choleryczny – przewaga żółci, flegmatyczny – przewaga śluzu, melancholiczny – przewaga czarnej żółci. W średniowieczu przesunięto akcenty z somatycznego na psychiczny wymiar temperamentów.
Tę równowagę płynów (dynamiczną, zarówno ilościową, jak i jakościową) określano mianem eukrazji (εὐκρασία) bądź po prostu krazji. Uznawano ją za stan fizjologiczny. Jeśli więc wszystkie płyny występują w odpowiednim stosunkach, tworzą one relatywnie trwałą mieszaninę, na określenie której używano słowa temperament. Przewaga jednego z płynów w obrębie tej równowagi będzie więc określać typ konstytucjonalny. Typy takie wyróżniono 4, stosownie do liczby humorów:
Z kolei nierównowaga płynów to inaczej dyskrazja (δυσκρασία) Stan taki wywoływał choroby, wedle hipokratyków rozwijające się zwykle czteroetapowo. Najpierw równowaga humorów musiała ulec zaburzeniu, co objawiało się apepsią (niewłaściwym trawieniem). Dalej dochodzi do ilościowych i jakościowych zmian humoru wiązanego z aktualną chorobą. Etap ten określano słowem pepasmos, czyli gotowania. Następnie nadmiar płynu zbierał się gdzieś w obrębie organizmu, co zwano apóstasis, czyli oddzielaniem, wyodrębnieniem się, czy też przemieszczał, co z kolei nazywano metástasis. Preferowano jednak ten pierwszy przebieg jako mniej szkodliwy. Następnie choroba wchodziła w najważniejszy z jej etapów: krisis. Mogło w jego przebiegu dojść do zaostrzenia objawów bądź też do ich złagodzenia. Na tym etapie schorzenie mogło również przeistoczyć się w inne. Korzystnym zejściem było natomiast jego ustąpienie. Kryzysy mogły się powtarzać, co określano jako nawrót (hypostrophé), mógł też wystąpić tylko jeden, o którym następowało rozwiązanie (lýsis).
Niektóre z nazw chorób nawiązują do patologii humoralnej – katar ma źródłosłów w greckich słowach kata (‘w dół’) i rhein (‘płynąć’), a od przepływu swoją nazwę wziął również reumatyzm.

### Diagnostyka i terapeutyka

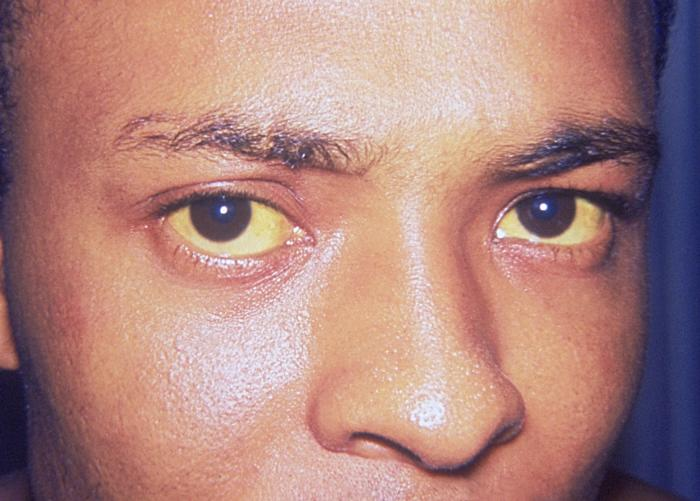
Żółtaczka – objaw uważany za efekt zbyt dużej ilości żółci

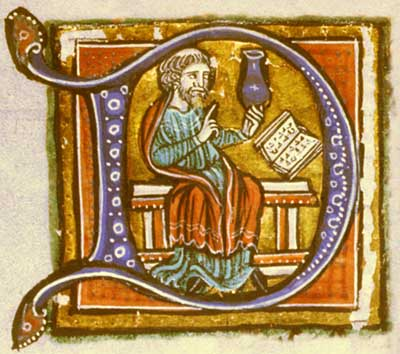
Średniowieczny medyk analizujący mocz

Patologia humoralna odwoływała się do swoich założeń zarówno w diagnostyce, jak i terapeutyce. Związek objawów takich jak żółtaczka czy katar z nadmiarem danego płynu (odpowiednio – żółci i flegmy) jest intuicyjny. Uważano wówczas, że śluz wypływający z nosa pochodzi z mózgu, a mała ilość moczu wydzielana podczas gorączki świadczy o niedoborze wilgoci. Pewnym odzwierciedleniem kompozycji płynów ciała miał być skład moczu (uryny), którego badanie (urynoskopia) cech takich jak barwa, mętność, zapach i smak stały się stałym elementem diagnostyki. Z kolei konsekwencją terapeutyczną uznania, że nadmiar lub zepsucie danego płynu jest przyczyną choroby, było leczenie polegające na wyprowadzaniu z ciała tegoż metodami takimi, jak: puszczanie krwi, przeczyszczenie, wywołanie wymiotów, wypocenie itp. Z kolei niedobór płynów miał być leczony podawaniem środków ściągających, przy czym część z tych praktyk miała również inne podłoże teoretyczne, gdyż oprócz medycyny humoralnej rozwijały się szkoły nawiązujące do atomizmu lub innych wizji świata i organizmu (np. szkoła metodyków i pneumatyków), a wybitni lekarze, np. Galen lub Awicenna, często czerpali z różnych tradycji.

### Dietetyka
Ze względu na umocowanie w ówczesnym obrazie świata, według teorii humoralnej do utrzymania właściwych proporcji cech organizmu (zapewnianych przez płyny ustrojowe) konieczne było dostarczanie mu pożywienia o odpowiednich proporcjach nośników tych samych cech. W ten sposób rozwinęła się dietetyka. Przykładowo, według dzieła O sposobie życia ((łac.) De victu), owies jest pokarmem chłodnym i wilgotnym, działając tak na proporcje soków ciała, podczas gdy miód działa osuszająco i rozgrzewająco. Ponieważ zaś woda jest wilgotna, miód nią rozcieńczony miał działać nawilżająco i dobrze działać na osoby o konstytucji żółciowej (ciepłe i suche), za to powodować zatwardzenie u osób o typie śluzowym. Początkowe, intuicyjne przyporządkowanie cech pokarmu zostało sformalizowane przez Galena. Poszczególnym chorobom przypisał on wartości liczbowe i analogicznie przypisał punktację pokarmom i lekom (np. opium według niego znajduje się na czwartym stopniu zimna). W związku z tym chorobę o danej liczbie punktów jednej z cech należało leczyć dietą o odpowiedniej punktacji cechy przeciwnej. Na przestrzeni wieków rozwijano ten system, dodając do niego kolejne elementy. Przykładowo, po odkryciu tytoniu hiszpański lekarz Nicolás Monardes przypisał mu cechy „ciepły i suchy”, czego konsekwencją było stosowanie go w leczeniu chorób uznawanych za skutek nadmiaru zimna i wilgoci, np. astmy.

## Wpływ na kulturę popularną

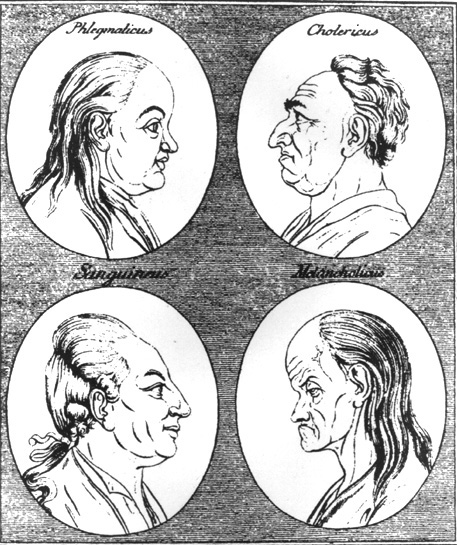
Cztery temperamenty (zgodnie ze wskazówkami zegara, od górnej prawej ilustracji) choleryk, melancholik, sangwinik, flegmatyk. Ilustracje z Fizjonomicznych fragmentów dla zwiększenia znajomości ludzi i miłości do nich (1778) – dzieła Johanna Kaspara Lavatera, teologa, zwolennika fizjonomiki. W tych czasach nauka o czterech temperamentach była już tylko echem fizjologii humoralnej.

Dwutysiącletni okres dominacji w medycynie akademickiej wpłynął na przeniknięcie jej elementów do medycyny ludowej i alternatywnej. W niektórych współczesnych nurtach medycyny niekonwencjonalnej koncepcje fizjologii humoralnej wiązane są z analogicznymi koncepcjami medycyny tybetańskiej, indyjskiej i chińskiej, w których również występują odwołania do zaburzenia równowagi między żywiołami (np. yin i yang), a pewne praktyki z tejże medycyny są włączane do obecnych terapii. Przy czym, wbrew założeniom antycznej medycyny humoralnej, której podstawą jest zasada alopatii, w medycynie alternatywnej praktyki te są wiązane z homeopatią, a zwłaszcza homotoksykologią.
Wywodząca się z fizjologii humoralnej koncepcja czterech temperamentów utrzymywała się w nauce przez stulecia, w różnych wersjach przez ponad tysiąc lat. Nazwy „humory” i „humor” z czasem oderwały się od swojego pierwotnego znaczenia i nastąpiło przesunięcie semantyczne na rzecz nastroju i stanu umysłu, a ostatecznie – rodzaju komizmu (patrz: humor). W tzw. psychologii popularnej również wciąż funkcjonuje koncepcja czterech typów osobowości o nazwach wywodzących się od nazw czterech płynów ciała. Również niektóre frazeologizmy dotyczące nastroju mogą mieć podłoże w wiązaniu go z płynami ciała (zwłaszcza krwi i żółci) oraz stanem organów je wydzielających (np. wątroby). Do kultury trwale weszły również pojęcia takie jak melancholia i spleen odwołujące się do oryginalnych nazw czarnej żółci i jej rzekomego źródła – śledziony, czy przymiotniki „choleryczny” i „flegmatyczny”.